# Kapelle Semlow

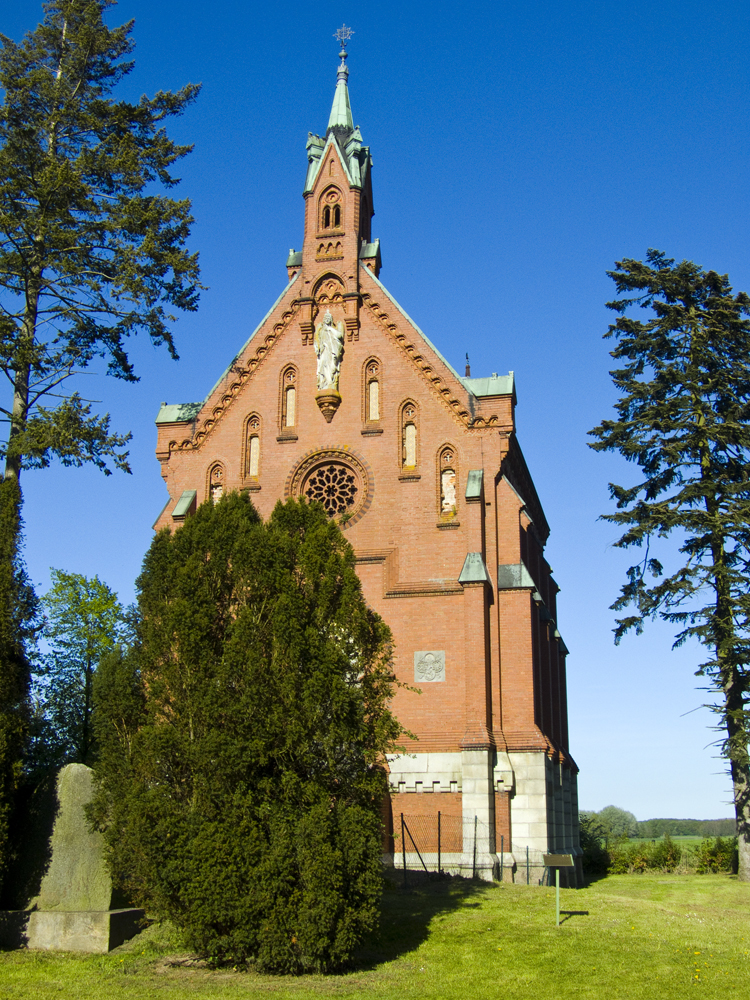
Friedhofskapelle

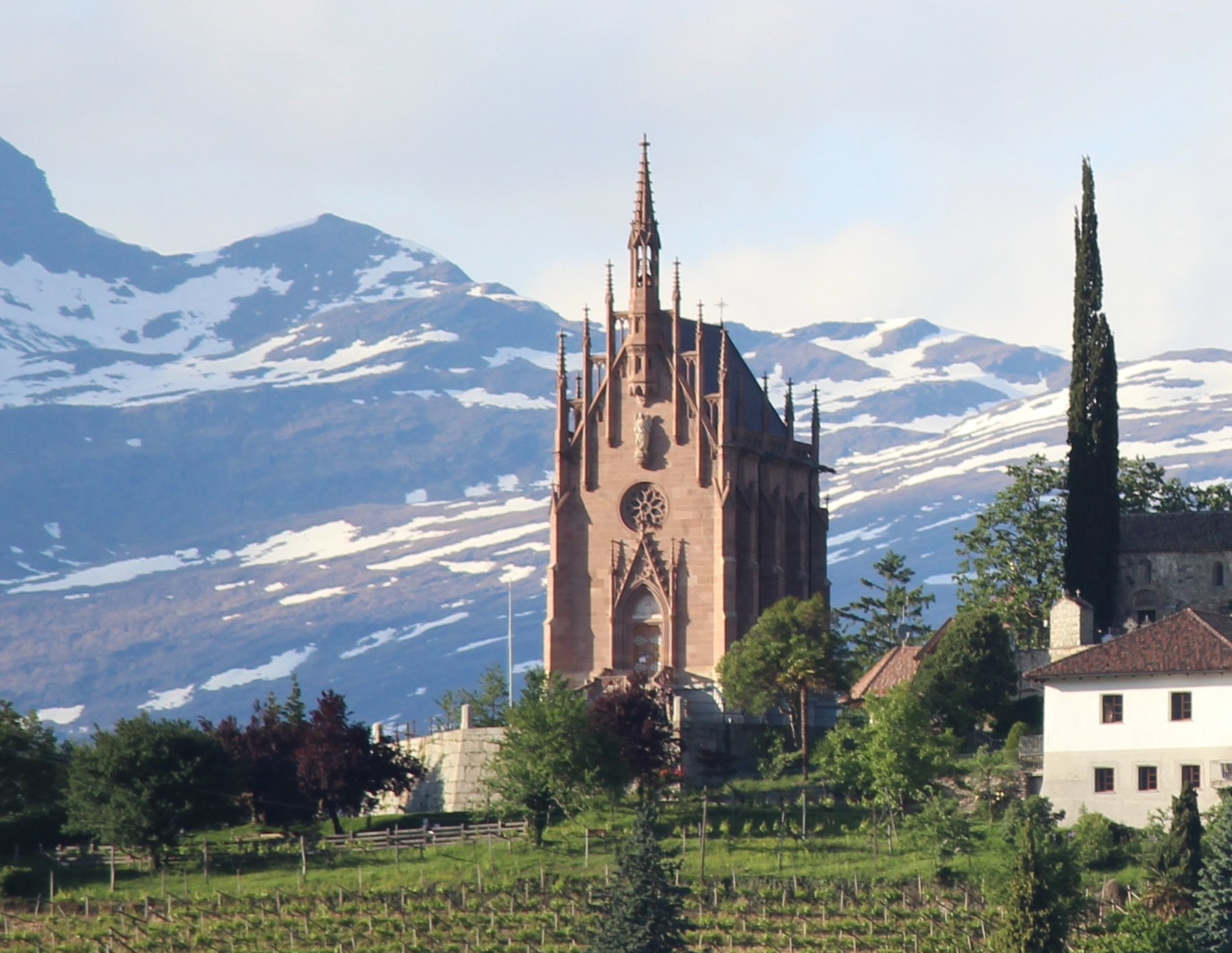
Vorbild der Semlower Kapelle ist das Mausoleum in Schenna von Johann von Österreich

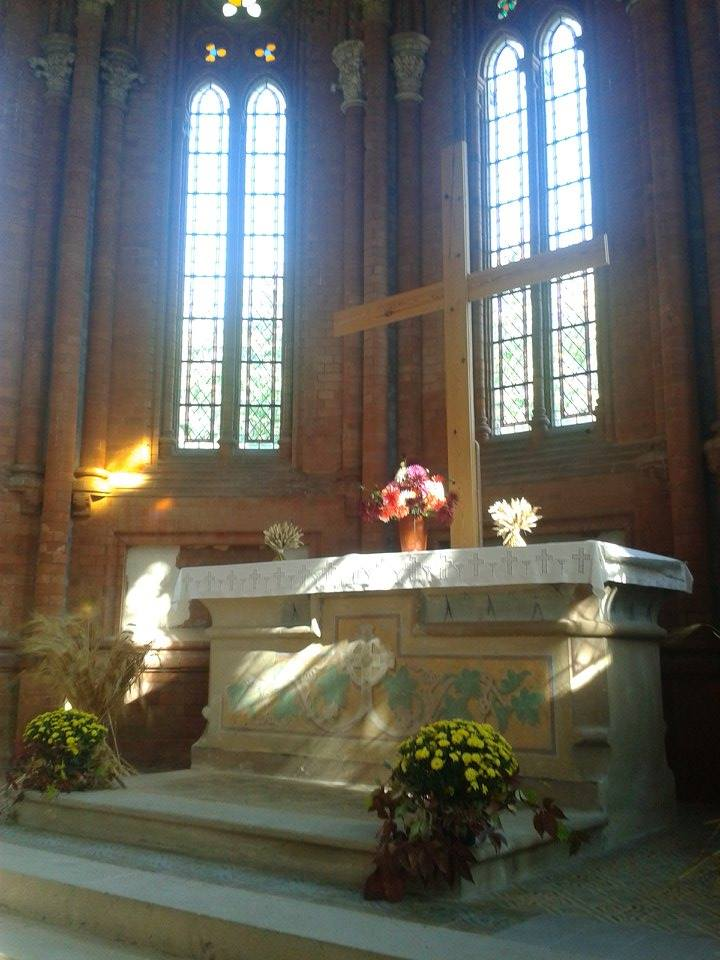
Altar der Semlower Kapelle

Die Kapelle Semlow ist eine aus dem 19. Jahrhundert stammende Kapelle auf dem Friedhof der vorpommerschen Gemeinde Semlow und wurde nach Vorbild des Mausoleum des Erzherzogs Johann von Österreich errichtet.

## Die Kapelle

### Geschichte
1878 wurde in Semlow am Ortsausgang nach Schlemmin ein neuer Friedhof eingerichtet. Darauf ließ Graf Ulrich von Behr-Negendank unter Leitung des Berliner Architekten Wilhelm Walter eine Kapelle erbauen. Die Bauarbeiten begannen am 11. März 1880 mit dem Abstecken des Bauplatzes. Am Geburtstag von Ulrichs Vater, dem 24. Juni im Jahr 1881 vollzog der damalige Ortsgeistliche Pastor Wallis die Weihe als Gotteshaus und Grabstätte. Im Oberraum fanden die Trauerfeiern der Gemeinde statt. Ebenfalls 1881 wurde die Friedhofsmauer fertiggestellt.
Nach 1945 verfiel die Kapelle, wurde aber noch bis in die 1960er Jahre sowohl für evangelische als auch für katholische Gottesdienste und Trauerfeiern genutzt. Aufgrund zunehmenden Vandalismus und Zerstörung der Fensterscheiben wurde die Nutzung eingestellt. Allerdings wurden die kunstvollen Ziersteine aus dem verfallenen Mauerwerk für eine spätere Restaurierung gesichert. Nach einem bautechnischen Gutachten der Denkmalpflege konnte 1999 mit den Restaurierungs- und Wiederaufbaumaßnahmen begonnen werden, die bis 2010 andauerten. Am 20. November 2011 wurde die Kapelle wieder in den gottesdienstliche Gebrauch genommen.

### Das Äußere
Der neugotische Backsteinbau mit glasierten Formsteindekor wurde nach dem Vorbild des Mausoleum des Erzherzogs Johann von Österreich in Schenna bei Meran (Südtirol) gestaltet. Die Giebelfassade wurde mit Spitzbogenportalen und Engelsrelief gestaltet, im Giebel befindet sich eine segnende Christusfigur und auf dem Satteldach ein filigraner Dachreiter.

### Ausstattung
In der Krypta waren die Särge der Familie Behr-Negendank ausgestellt. Von 1881 bis 1971 war der geschnitzte gotische Marienkrönungsaltar, der sich heute als Dauerleihgabe der Kirchengemeinde Semlow in der Marienkirche in Stralsund befindet, in einer Nische der Nordwand der Kapelle aufgestellt. Dort wurden bei der großen Restauration Keramiktäfelchen mit den Spendernamen eingelassen, die den Wiederaufbau der Kapelle ermöglicht haben. Seit 2011 befinden sich im Innenraum restaurierte Sitzbänke für etwa 80 Personen. Das Kirchengestühl stammt ursprünglich aus der ebenfalls neugotischen Schlosskirche in Neustrelitz und wurde in der Tischlerei der Justizvollzugsanstalt Waldeck aufwändig restauriert.

### Unterhalt und Nutzung
Die Kapelle wird heute von der örtlichen Kirchengemeinde wieder regelmäßig für Gottesdienste, Führungen, Konzerte und Amtshandlungen genutzt. In besonderer Weise wird die Pflege der Kapelle durch den Förderverein zur Erhaltung Semlower Kulturgüter ermöglicht.

## Grabstätte der Familie Behr
1998 wurden die Särge aus der Kapelle in einer neugestalteten Grabanlage auf der Nordseite vor der Kapelle erneut bestattet. Dort wurden seitdem auch weitere Familienmitglieder beigesetzt.